# Lucas Daniel Echenique
Lucas Daniel Echenique (* 18. Oktober 1983 in Vicente López) ist ein argentinischer Fußballspieler.

## Karriere
Lucas Daniel Echenique stand bis 2005 bei den Newell’s Old Boys im argentinischen Rosario in der Provinz Santa Fe unter Vertrag. Hier spielte er in der zweiten Mannschaft. 2006 wechselte er zu Gimnasia y Esgrima de Mendoza nach Mendoza. 2007 ging er nach Uruguay. Hier schloss er sich dem Tacuarembó FC aus Tacuarembó. Ein Jahr später wechselte er für drei Jahre nach Chile, wo er für Audax Italiano La Florida im Tor stand. Nach Asien wechselte er 2011. Hier nahm ihn der thailändische Erstligist Sriracha FC unter Vertrag. Mit dem Verein spielte er in der ersten Liga, der Thai Premier League. Ende 2011 stieg er mit Sriracha in die zweite Liga ab. Für Sriracha spielte er noch ein Jahr in der zweiten Liga. Die Saison 2013 stand er beim Erstligisten Samut Songkhram FC in Samut Songkhram im Tor. Hier absolvierte er zwölf Erstligaspiele. Ligakonkurrent Sisaket FC aus Sisaket nahm ihn die Saison 2014 unter Vertrag. Für Sisaket spielte er 27-mal in der ersten Liga. Wo er von 2015 bis 2019 spielte, ist unbekannt. Die Saison 2020/21 stand er bei seinem ehemaligen Verein Samut Songkhram unter Vertrag. Mittlerweile spielte der Verein in der Dritten Liga, der Thai League 3. Hier trat der Verein in der Western Region an. Zu Beginn der Saison 2021/22 wechselte er zum Ligakonkurrenten Thawi Watthana Samut Sakhon United FC nach Samut Sakhon. Für Thawi Watthana bestritt er in zwei Spielzeiten 40 Ligaspiele. Im Sommer 2023 unterschrieb er einen Vertrag beim ebenfalls in der Western Region spielenden Samut Prakan FC. Für den Verein aus Samut Prakan bestritt er fünf Ligaspiele. Nach der Hinserie 2023/24 wurde sein Vertrag im Dezember 2023 nicht verlängert. Nach kurzer Vereinslosigkeit unterschrieb er im August 2024 einen Vertrag beim Drittligaaufsteiger Samut Songkhram City FC. Mit dem Verein aus Samut Songkhram spielte er dreimal in der Western Region der Liga. Nach der Hinrunde wurde sein Vertrag im Dezember 2024 nicht verlängert.